# Les Cendres d'Angela (film)
Pour les articles homonymes, voir Les Cendres d'Angela.
Pour plus de détails, voir Fiche technique et Distribution.
Les Cendres d'Angela (Angela's Ashes) est un film américano-irlandais réalisé par Alan Parker et sorti en 1999. C'est l'adaptation cinématographique du roman autobiographique du même nom de Frank McCourt.
Le film reçoit des critiques partagées et est un échec commercial. Il obtient cependant une nomination aux Oscars et aux Golden Globes.

## Synopsis
Dans les années 1930, alors que beaucoup d'Irlandais émigrent vers les États-Unis, la famille McCourt fait le chemin inverse et quitte Brooklyn pour retourner à Limerick. La mère, Angela, doit se battre pour élever ses enfants. Son mari est incapable de trouver un emploi et quand il déniche un petit boulot, il dépense sa maigre paie dans les bars. Leur fils aîné, Frank, tente de s'en sortir dans cette Irlande marquée par la Grande Dépression et où sévit l'exclusion sociale.

## Fiche technique
Sauf indication contraire, les informations mentionnées dans cette section peuvent être confirmées par la base de données cinématographiques IMDb,  présente dans la section « Liens externes ».
- Titre francophone : Les Cendres d'Angela
- Titre original : Angela's Ashes
- Réalisation : Alan Parker
- Scénario : Laura Jones et Alan Parker, d'après le roman autobiographique Les Cendres d'Angela de Frank McCourt
- Musique : John Williams
- Photographie : Chris Connier et Michael Seresin
- Montage : Gerry Hambling
- Décors : Geoffrey Kirkland (en)
- Costumes : Consolata Boyle
- Production : David Brown, James Flynn, Morgan O'Sullivan, Alan Parker, Scott Rudin, Adam Schroeder et Eric Steel
- Sociétés de production : David Brown Productions, Dirty Hands Productions et Scott Rudin Productions
- Budget : 25 millions de dollars[1]
- Pays d'origine : États-Unis, Irlande
- Format : Couleurs - 1,85:1 - DTS / Dolby Digital - 35 mm
- Genre : drame biographique
- Durée : 145 minutes
- Dates de sortie[2] :
  -  États-Unis : 25 décembre 1999 (avant-première à Los Angeles et New York)
  -  Royaume-Uni,  États-Unis : 14 janvier 2000
  -  Canada,  Irlande : 21 janvier 2000
  -  Belgique,  France,  Suisse romande : 22 mars 2000

## Distribution
- Emily Watson : Angela McCourt
- Robert Carlyle : Malachy, le père
- Joe Breen : Frank McCourt, enfant
- Ciaran Owens : Frank McCourt, adolescent
- Michael Legge : Frank McCourt, adulte
- Ronnie Masterson : grand-mère Sheehan
- Pauline McLynn : tante Aggie
- Liam Carney : oncle Pa Keating
- Eanna MacLiam : oncle Pat
- Andrew Bennett : le narrateur (voix)
- Shane Murray-Corcoran : Malachy, enfant
- Devon Murray : Malachy, adolescent
- Peter Halpin : Malachy, adulte
- Shane Smith : Michael, adolescent
- Tim O'Brien : Michael, adulte
- Alan Parker : Dr. Campbell (caméo)
- Susan Fitzgerald : Sœur Rita
- Marcia DeBonis : Miss Leibowitz

## Production

### Genèse et développement
Le film s'inspire du roman autobiographique Les Cendres d'Angela de Frank McCourt (publié en 1996). Le roman est un succès, traduit dans 25 langues et publiés dans 36 pays, il obtient par ailleurs le prix Pulitzer de la biographie ou de l'autobiographie l'année suivante.

### Attribution des rôles
Liam Neeson est initialement engagé pour incarner Malachy, mais quitte finalement le projet. Pierce Brosnan et Stephen Rea sont également envisagés.
Il s'agit du dernier film de Martin Benson.

### Tournage
Le tournage se déroule en Irlande dans la ville de l'intrigue, Limerick, mais également aux studios Ardmore de Bray, ainsi qu'à Arklow, Cobh, Cork et Dublin.

### Bande originale
Albums de John Williams
Star Wars, épisode I : La Menace fantôme
(1999) The Patriot
(2000)
Liste des titres
1. Theme from Angela's Ashes – 6:18
2. My Story – 2:19
3. Angela's Prayer – 4:47
4. My Dad's Stories – 1:55
5. Lord, Why Do You Want the Wee Children – 4:03
6. Plenty of Fish and Chips in Heaven – 3:41
7. The Dippsy Doodle – 1:30
  - Interprété par Nat Gonella & His Georgians
8. The Lanes of Limerick – 3:37
9. My Dad – 3:31
10. Pennies from Heaven – 2:11
  - Interprété par Billie Holiday
11. My Mother Begging – 3:46
12. If I Were in America – 2:34
13. Delivering Telegrams – 2:23
14. I Think of Teresa – 1:50
15. Angels Never Cough – 2:38
16. Watching the Eclipse – 3:00
17. Back to America – 2:38
18. End Credit Reprise – 6:16

## Accueil
Le film reçoit des critiques partagées. Sur l'agrégateur américain Rotten Tomatoes, il récolte 51% d'opinions favorables pour 86 critiques et une note moyenne de 5,72⁄10. Sur Metacritic, il obtient une note moyenne de 54⁄100 pour 32 critiques.
En France, le film obtient une note moyenne de 2,5⁄5 sur le site AlloCiné, qui recense 14 titres de presse.
L'acteur Richard Harris, originaire de Limerick, critiquera publiquement le roman et le film d'Alan Parker pour la représentation de sa ville natale, beaucoup trop sombre et exagérée selon lui.
Malgré le succès du roman original, le film est un échec au box-office. Avec un budget de 25 millions de dollars, il ne rapporte que 13 042 112 $ aux États-Unis. En France, il n'attire que 62 743 entrées.

## Distinctions

### Récompenses
- Meilleur film et meilleurs costumes lors des Irish Film and Television Awards en 2000.
- Prix du public lors du Festival international du film de Karlovy Vary en 2000.
- Meilleure musique de film lors des Las Vegas Film Critics Society Awards en 2000.
- Prix du Cercle des critiques de film de Londres de la meilleure actrice pour Emily Watson en 2000.

### Nominations
- Oscar de la meilleure musique de film en 1999.
- Meilleure photographie, meilleurs décors et meilleure actrice pour Emily Watson lors des BAFTA Awards en 2000.
- Golden Globe de la meilleure musique de film en 2000.
- Meilleur acteur pour Robert Carlyle et meilleure actrice pour Emily Watson lors des Irish Film and Television Awards en 2000.
- Young Artist Award des meilleurs jeunes comédiens dans une production internationale pour Joe Breen, Ciaran Owens et Michael Legge en 2000.
- Prix Empire du meilleur film et meilleur acteur britannique pour Robert Carlyle en 2001.
- Prix du Cercle des critiques de film de Londres du meilleur espoir masculin pour Michael Legge en 2001.